# Anna Sophie von Reventlow

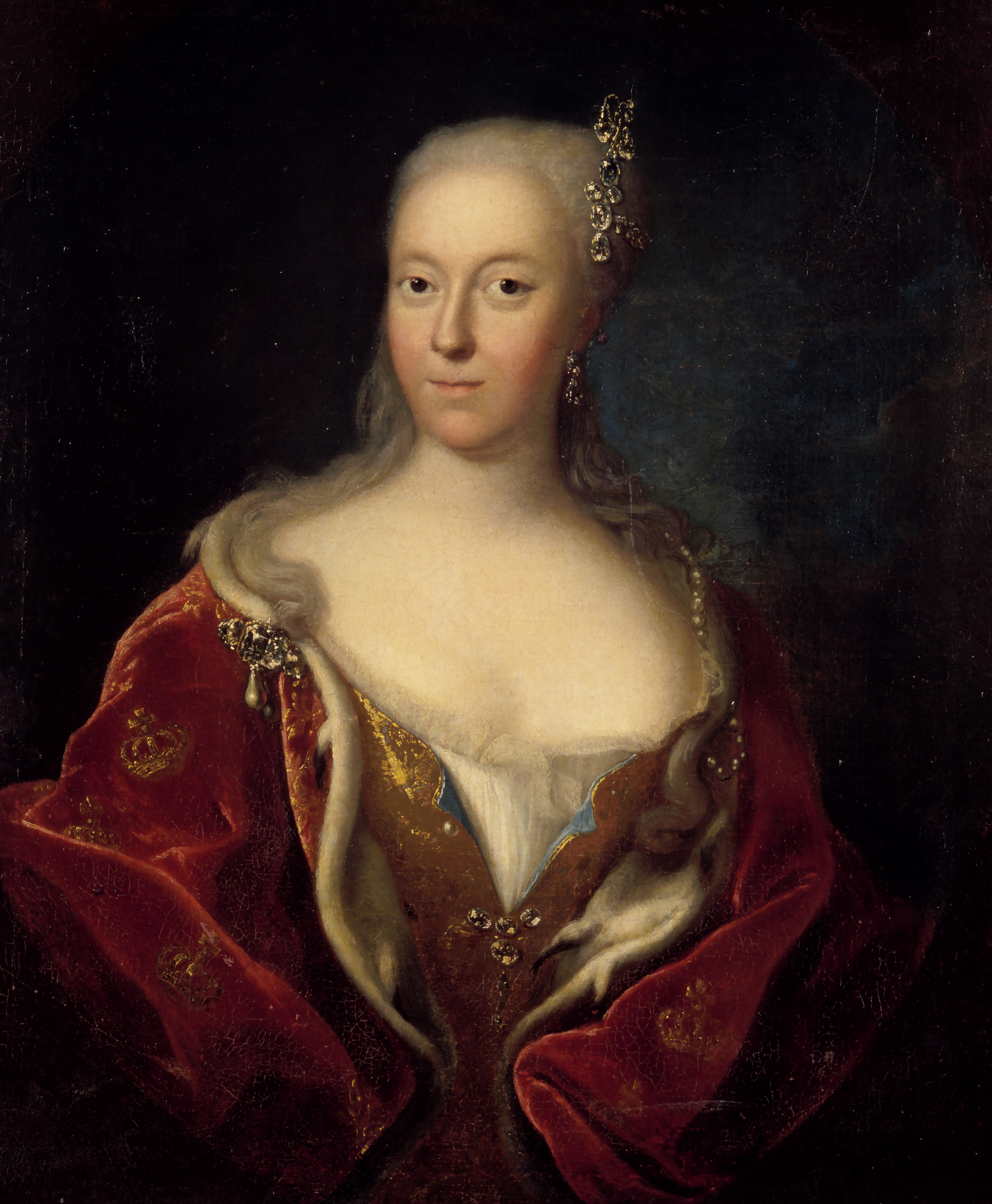
Anna Sophie von Reventlow, Königin von Dänemark

Anna Sophie von Reventlow (* 16. April 1693 auf Schloss Clausholm; † 7. Januar 1743 ebenda) war Gemahlin des dänischen Königs Friedrich IV. und von 1721 bis 1730 dänische Königin.

## Leben
Gräfin Anna Sophie war eine Tochter des dänischen Kanzlers Conrad von Reventlow aus dessen zweiter Ehe mit Sophie Amalie von Hahn (1664–1722) und Halbschwester des Generals Christian Detlev von Reventlow.

Allianzwappen

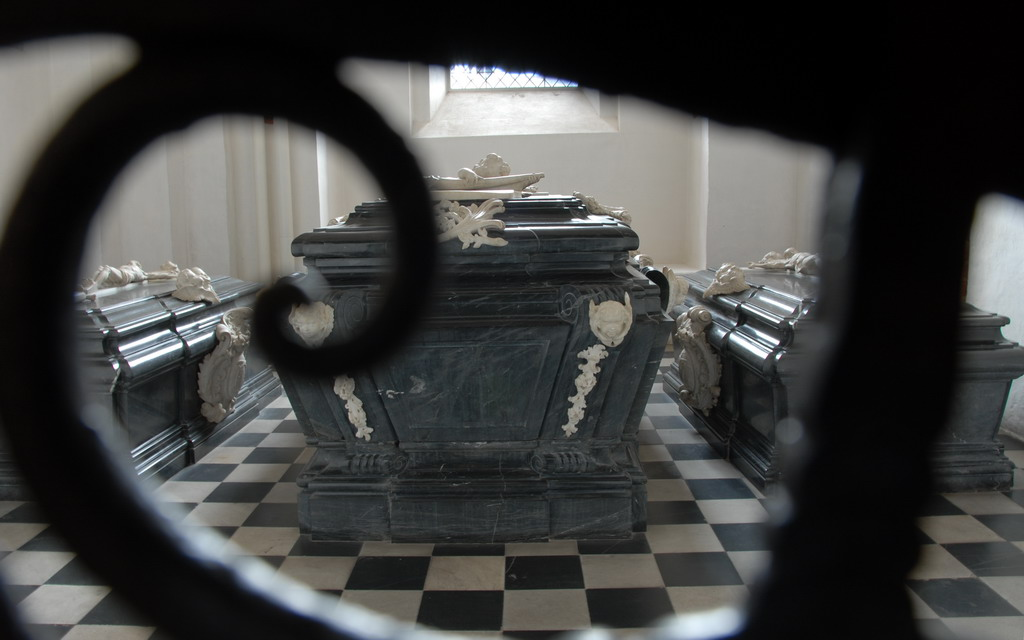
Grab in der Kathedrale von Roskilde

Sie lernte Friedrich IV. 1711 auf einem Maskenball kennen und verliebte sich in den 22 Jahre älteren Monarchen. Ein Jahr später entführte sie der König. Das Paar verbrachte den Sommer 1712 auf Schloss Boller, das ihrer Schwester Christine Sophie gehörte, und schloss im nahegelegenen Skanderborg eine morganatische Ehe. Fortan führte Anna Sophie den Titel Herzogin von Schleswig. Wenige Tage nach dem Tod der Königin Louise schloss sie am 4. April 1721 förmlich die Ehe mit Friedrich IV. und wurde zur Königin gekrönt.
Bis heute ist Anna Sophie Reventlow die einzige dänische Königin, die nicht aus fürstlicher Familie stammte. Die Familie Reventlow gehört zum dänisch-deutschen Uradel.
Die Hochzeit führte zu einem Bruch in der königlichen Familie, Kronprinz Christian verabscheute seine Stiefmutter zutiefst, Prinz Carl und Prinzessin Sophie Hedwig, Geschwister Friedrichs IV., verließen Kopenhagen. Anna Sophies Familie, bezeichnet mit dem Namen „die Reventlow-Bande“, gewann großen politischen Einfluss. Nach dem Tode des Königs 1730 wurde Anna Sophie aus Kopenhagen vertrieben und starb auf ihren Gütern in Clausholm in der Nähe von Randers auf Jütland.

## Kinder
- Christiane Amalie (* 23. Oktober 1723; † 7. Januar 1724)
- Friedrich Christian (* 1. Juni 1726; † 15. Mai 1727)
- Karl (* 16. Februar 1728; † 8. Juli 1729)